# PNC球場
PNC球場，是座落在美國賓州匹茲堡的棒球场，為美國職棒大聯盟匹茲堡海盜隊主場，於西元2001年啟用，並由當地起家的PNC金融服务集团取得命名權。

## 特色
- PNC球場以其優美的建築特色聞名，露天的外野看台，提供一個觀看匹茲堡市區天際線的最佳視野。

- 球場外牆以大理石砌成，與近代球場常用的紅磚有所不同，大理石反應了匹茲堡的代表顏色—「金色」，與素有鋼鐵城市盛名的匹茲堡互相輝映。

- 左外野外面有一座螺旋造型圓形看台，可以透過電梯或樓梯來往各層，各層皆為露天，球迷可以在看台上同時欣賞球賽跟河景。

- PNC球場在2003年ESPN的球場評比當中，獲得95分的高分（滿分100），讓PNC球場享有“棒球最佳球場”的美名。

- 球場座落在亞利加尼河（Allegheny River）河畔，右外野方向的全壘打球有可能會落入河中，謂為奇景之一。

- 從市中心徒步到球場可選擇經過羅伯托·克萊門特橋，這座橋樑座落在球場的左外野後側，只要是球賽開始前，橋樑會進行交通管制，只允許行人通行。因球場的地理位置所致，甚至有人選擇以划船的方式前往球場。

- 亞利加尼河離本壘板440英尺（130），在例行賽中，只有2002年休士頓太空人隊的達雷爾·沃德（Daryle Ward），和2013年匹茲堡海盜隊的加勒特·瓊斯（Garrett Jones）將球直接擊入河裡。2006年明星賽的全壘打大賽中，蘭斯·柏克曼（Lance Berkman）、萊恩·霍華德（Ryan Howard）、大衛·歐提茲（David Ortiz）也曾經把球直接擊入河裡。

- PNC球場中的美食在大聯盟中也享有盛名，食物反應出匹茲堡當地的特色。

- 右外野牆高21英尺（6.4），是為了向羅伯托·克萊門特（Roberto Clemente）這位背號21號的名人堂選手致意。

- 外野的記分板除了顯示各地比賽的比數之外，還有局數、球數、出局數以及壘上情況。

## 照片

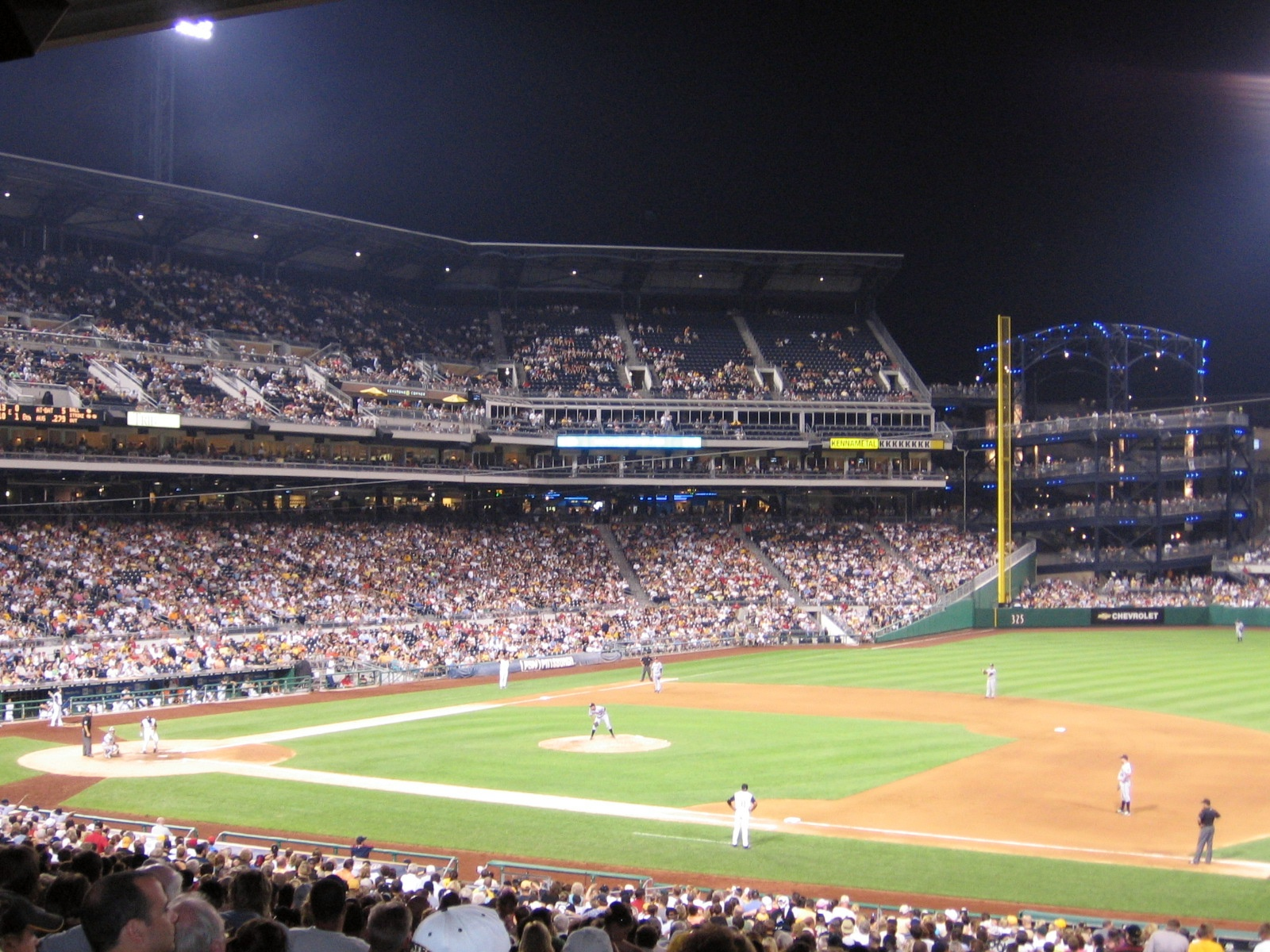
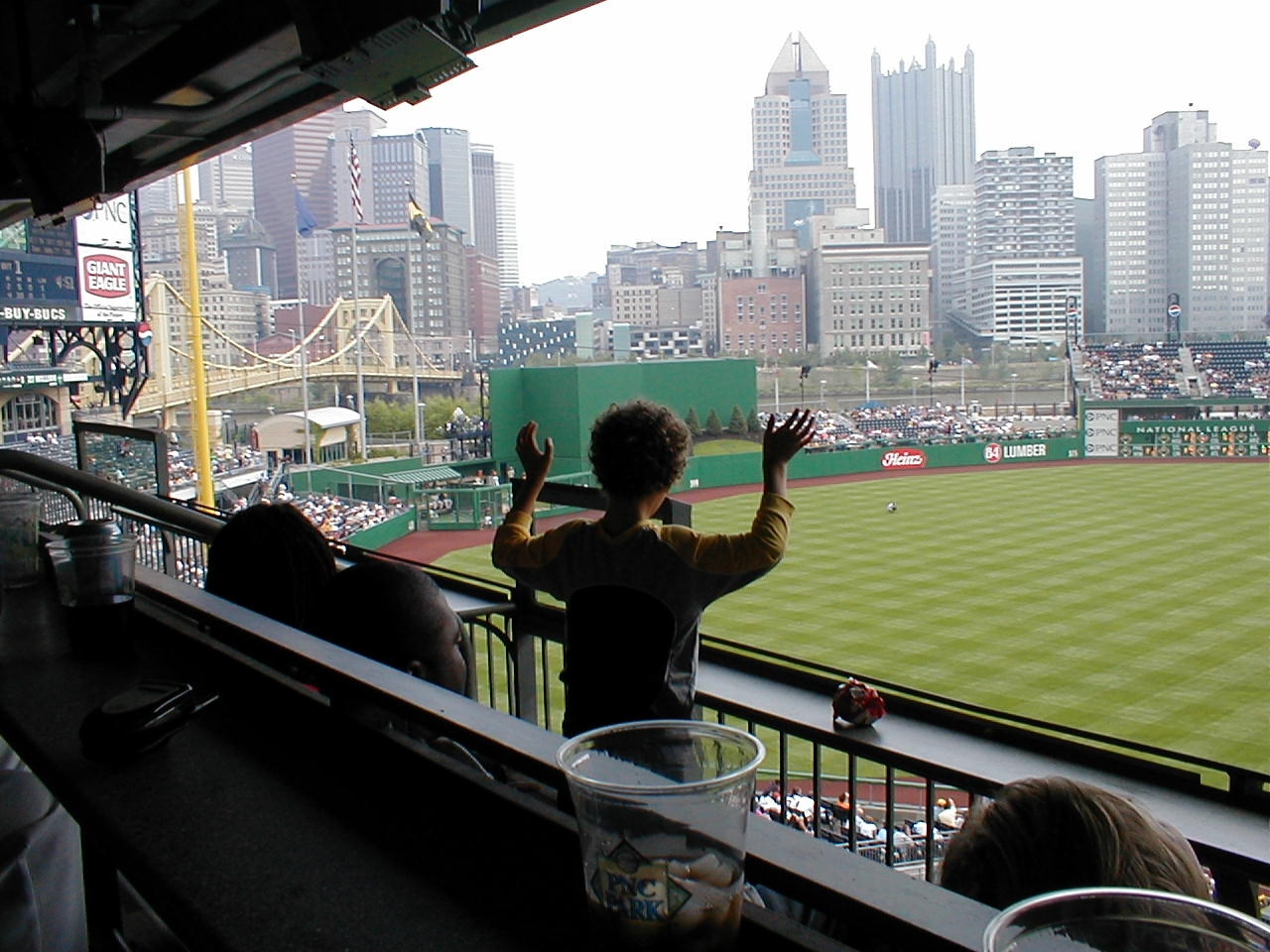
PNC Park, from the perspective of a luxury box
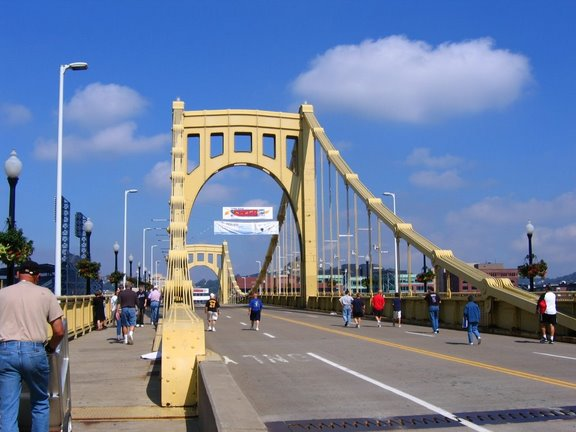
羅伯托·克萊門特橋樑，球賽日會進行交通管制，只准行人通行
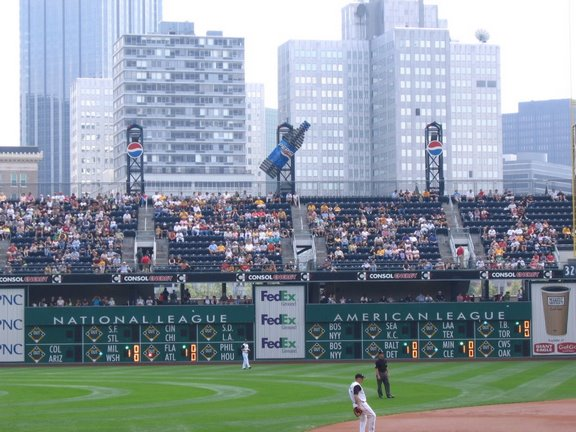
PNC球場外野記分板